# شهرستان موسلشل (مونتانا)
شهرستان موسلشل، مونتانا (به انگلیسی: Musselshell County, Montana) یک سکونتگاه مسکونی در ایالات متحده آمریکا است که در ایالت مونتانا واقع شده‌است.

## خصوصیات
شهرستان موسلشل ۴٬۸۴۵٫۸۹ کیلومترمربع مساحت دارد.